# Лунная база (Доктор Кто)
Лунная база (англ. The Moonbase) — шестая серия четвёртого сезона британского научно-фантастического телесериала «Доктор Кто», состоящая из четырёх эпизодов, которые были показаны в период с 11 февраля по 4 марта 1967 года. Два эпизода сохранились в архивах Би-би-си, а остальные два были утрачены и доступны лишь в виде реконструкций. Также есть официальная анимация к утерянным эпизодам.

## Сюжет
ТАРДИС совершает жёсткую посадку на Луне в 2070 году и, одетые в скафандры, Доктор и его компаньоны Джейми, Полли и Бен выходят наружу, наслаждаясь низкой гравитацией. Но Джейми ранится во время веселья.
На этой стороне поверхности Луны только одно строение: Лунная база, станция по отслеживанию и управлению погодой, под командованием Хобсона. Они используют машину для управления гравитацией, Гравитрон, для контроля погоды на Земле. Когда путники прибывают на станцию, Доктор начинает расследование, так как некоторые члены команды лежат в коме от неизвестной болезни. Международный Космический Центр отвечает на кризис закрытием станции на карантин. Врач станции, Эванс, первый подхватил болезнь, и в бреду он говорит о серебряной руке, но вскоре умирает от болезни. Другой из команды базы, Ральф, исчез в хранилищах припасов; все радиопередачи базы прослушиваются кем-то ещё с поверхности Луны. Джейми помещают в медотсек, и в бреду он бормочет что-то о «призрачном волынщике», который, по легенде, появляется перед смертью Маккриммона. Присматривая за Джейми, Полли замечает большую фигуру выходящую из двери. Но, когда Хобсон, Доктор, Бен, Джон и Нилс приходят забрать тело Эванса, фигура уже исчезает. Они уходят расследовать, кто же этот «волынщик» есть на самом деле. Полли уходит принести Джейми воды, и тот, проснувшись видит нависающего над ним «волынщика».
«Волынщик» игнорирует Джейми, так как тот не заражён, так что крадёт другого пациента и уходит. Полли возвращается как раз, когда тот уходит, и распознаёт в нём киберчеловека. Доктор понимает, что его старые враги шастают по всей базе и крадут тела пациентов. Хобсон отметает эту теорию, так как верит, что киберлюди давно вымерли. Он даёт Доктору 24 часа на расследование причин вируса, или иначе он и его компаньоны покидают Луну.
Пока Хобсон с меньшим чем положено персоналом разбирается с Гравитроном, который начинает выходить из под контроля, Доктор фокусируется на вирусе. В медотсеке Полли и Джейми атакует киберчеловек, который вырубает их электричеством из руки и крадёт ещё одного пациента.
Гравитрон не работает, так как поверхность антенн на Луне сломана. Джулс и Франц пытаются провести ремонт, но их атакуют киберлюди и забивают до смерти. Хобсон пытается выгнать Доктора, но Полли приносит кофе, и заражается ещё один член команды. Доктор догадывается — вирусом заражён сахар. Киберчеловек, изображающий пациента, раскрывается и целится в них из своего оружия.
Появляется ещё один киберчеловек и убивает Боба, когда тот пытается его убить металлическим брусом. Киберлюди распознают Доктора и захватывают контроль над центром управления базой, а Полли и Бен тем временем заперты в медотсеке. Киберлюди раскрывают свои планы: они хотят использовать Гравитрон для уничтожения жизни на Земле с помощью погоды.
На борту кибер-корабля Эванса, Джулса и Ральфа превращают в подобие зомби-рабов. Их посылают на базу, чтобы захватить контроль над Гравитроном. Киберлюди ходят на базу и с неё через туннель в кладовых, что объясняет падения давления воздуха на базе. С помощью огнетушителей, жидкости для снятия лака и прочих объектов, растворяющих пластик, Бен, Полли и восстановившийся Джейми запирают киберлюдей в медотсеке, уничтожив троих из них.
Бенуа идёт наружу посмотреть, что случилось с Джулсом и Францем. Он находит только их скафандры, и его начинает преследовать киберчеловек. Бен выходит наружу, кидает бутылку с растворителем в грудь киберчеловека, убивая его и спасая Бенуа. Команда закрывает брешь в кладовых и обнаруживает кибер-корабль, но на базу надвигается большой отряд киберлюдей. Они повреждают антенну — теперь отсутствует связь с Землёй — но спасательный корабль уже в пути, и киберлюди реактивируют своих зомби внутри базы, которые с помощью Гравитрона начинают отталкивать его на Солнце. Также они пробивают брешь в стене, начинается разгерметизация, но Хобсон и Бенуа затыкают дыру кофейным столиком. Разгерметизация отключает Эванса и остальных зомби.
Прибывают ещё два кибер-корабля, и киберлюди угрожают взорвать базу из лазерной пушки, если вход не будет открыт через 10 секунд. Они стреляют, но луч отражается Гравитроном, и пушку сворачивают. Другой отряд движется на базу, и, с помощью Хобсона, Полли и Бенуа, Доктор нацеливает Гравитрон на поверхность Луны, который сносит киберлюдей и их корабли далеко в космос.
Гравитрон перенастраивают заново, Доктор и его друзья ускользают. ТАРДИС дематериализуется, Доктор включает редко использующийся временной сканер и видит гигантскую клешню на экране.

## Трансляции и отзывы
| Эпизод            | Дата показа     | Продолжительность | Телезрители (в миллионах) | Archive                            |
| ----------------- | --------------- | ----------------- | ------------------------- | ---------------------------------- |
| «Эпизод 1»        | 11 февраля 1967 | 24:12             | 8,1                       | Only stills and/or fragments exist |
| «Эпизод 2»        | 18 февраля 1967 | 24:42             | 8,9                       | 16mm t/r                           |
| «Эпизод 3»        | 25 февраля 1967 | 26:11             | 8,2                       | Only stills and/or fragments exist |
| «Эпизод 4»        | 4 марта 1967    | 23:28             | 8,1                       | 16mm t/r                           |
| [ 1 ] [ 2 ] [ 3 ] |                 |                   |                           |                                    |